# Valdeolmos
Valdeolmos es una localidad española perteneciente al municipio de Valdeolmos-Alalpardo, en la Comunidad de Madrid.

## Historia
A mediados del siglo XIX el lugar tenía una población censada de 155 habitantes. La localidad aparece descrita en el decimoquinto volumen del Diccionario geográfico-estadístico-histórico de España y sus posesiones de Ultramar de Pascual Madoz de la siguiente manera:

VALDEOLMOS: v. con ayunt. de la prov. y aud. terr. de Madrid (6 leg.), part. jud. de Alcalá de Henares (3), c. g. de Castilla la Nueva, dióc. de Toledo (18). sit. en la falda de un pequeño cerro; la combaten con mas frecuencias los vientos N. y S., y su clima es propenso á fiebres intermitentes. Tiene 38 casas de inferior construccion, inclusa la de ayunt.; cárcel en mal estado, y una igl. parr. (la Concepcion) con curato de entrada y de provision ordinaria; en los afueras se encuentra una ermita (la Soledad) y el cementerio que no ofende la salud pública. Confina el térm.: N. Talamanca; E. Sarracines, y S. y O. Alalpardo: comprende el desp. Zarzuela del Monte (V.), y un monte de mata baja medianamente poblado; le cruzan 2 pequeños arroyuelos, de cuyas aguas se utilizan los vec. El terreno es de mediana calidad. caminos: los que se dirigen á los pueblos limítrofes, en regular estado. El correo se recibe en la cab. del part. prod.: trigo y cebada; mantiene ganado lanar basto, y cria caza de liebres y perdices. pobl.: 26 vec., 155 alm. cap. prod.: 2.609,592 reales. imp.: 122,718. contr.: 9,65 por 100.
(Madoz, 1849, p. 282)

En 2020 contaba con 1061 habitantes.